# Castellar (Jaén)
Castellar é um município da Espanha na província de Jaén, comunidade autónoma da Andaluzia, de área 155,48 km² com população de 3654 habitantes (2007) e densidade populacional de 23,75 hab/km².

## Demografia
| Variação demográfica do município entre 1991 e 2004 | Variação demográfica do município entre 1991 e 2004 | Variação demográfica do município entre 1991 e 2004 | Variação demográfica do município entre 1991 e 2004 |
| --------------------------------------------------- | --------------------------------------------------- | --------------------------------------------------- | --------------------------------------------------- |
| 1991                                                | 1996                                                | 2001                                                | 2004                                                |
| 3675                                                | 3695                                                | 3625                                                | 3737                                                |